# فريق جودولفين
 فريق جودولفين  مركزه في دبي في الإمارات العربية المتحدة. أسسه الشيخ محمد بن راشد آل مكتوم في دبي. وقد أسماه على اسم أحد ثلاثة خيول عربية أصيلة تم تزاوجها مع الخيل الإنجليزي فنتج عنها حصان الثوروبريد (المهجن الأصيل). وقد نفق  جودلفين الجواد العربي الأصيل في واندلبيري (بالإنجليزية: Wandlebury) في بريطانيا عام 1753 عن عمر 29 سنة. وقد شاركت خيول هذا الفريق في جميع السباقات العالمية بالإضافة إلى سباقات كأس دبي العالمي وحققت نتائج ممتازة. والمدرب لخيول فريق جودلفين هو سعيد بن سرور عربي من دبي في الإمارات العربية المتحدة.